# George Town (Malajzia)
George Town város Malajziában, a Maláj-félsziget északnyugati részén, Pinang szövetségi állam székhelye.
Óvárosa az UNESCO kulturális örökségének része. Maga a város a Kelet és a Nyugat, a kínai, a maláj, az indiai és a nyugati kultúra keveréke.
Üzleti, közigazgatási, kulturális és idegenforgalmi központ. A Pinangi egyházmegye püspöki székvárosa. Gazdaságában fontos a gumi és az élelmiszeripar. A kikötői kereskedelem többnyire a szigettel szemközti Butterworthbe helyeződött át.
Az agglomeráció lakossága 2010 körül mintegy 720 000 fő, és ezzel az egyik legnagyobb település az országban.

## Éghajlat
Pinang éghajlata meglehetősen páradús, csapadékos. Az ország a Föld legmelegebb pontjait összekötő termikus egyenlítő mentén fekszik. Az évi középhőmérséklet 27-28 °C, a hőingadozás a nappalok és az éjszakák között 5-8 °C. A légnedvesség átlagosan 85%. A terület az egyenlítői esők övezetébe tartozik. Az évi hőingadozás 1-2 fok, a nappalok és éjszakák között 6-8 fok.
| Hónap                         | Jan. | Feb. | Már. | Ápr. | Máj. | Jún. | Júl. | Aug. | Szep. | Okt. | Nov. | Dec. | Év   |
| ----------------------------- | ---- | ---- | ---- | ---- | ---- | ---- | ---- | ---- | ----- | ---- | ---- | ---- | ---- |
| Átlagos max. hőmérséklet (°C) | 32,0 | 32,0 | 32,0 | 32,0 | 31,0 | 31,0 | 31,0 | 31,0 | 30,0  | 30,0 | 31,0 | 31,0 | 31,2 |
| Átlagos min. hőmérséklet (°C) | 24,0 | 24,0 | 24,0 | 24,0 | 24,0 | 24,0 | 24,0 | 24,0 | 23,0  | 24,0 | 24,0 | 24,0 | 23,9 |
| Átl. csapadékmennyiség (mm)   | 70   | 90   | 140  | 230  | 240  | 170  | 190  | 240  | 350   | 390  | 240  | 110  | 2460 |
| Forrás:                       |      |      |      |      |      |      |      |      |       |      |      |      |      |

## Főbb látnivalók
- Chinatown, az óváros
- Little India, az indiai városrész
- Fort Cornwallis (erőd)
- A vallási építmények (kínai, keresztény, hindu templomok, továbbá a mecsetek)
- A Burmai Pagoda és vele szemközt a Thai Buddhista Templom
- A Botanikus Kert
- Régi (19. századi) temető

## Városnegyedek
- City Centre (Városközpont)
- Gurney Drive
- Tanjung Bungah
- Tanjung Tokong
- Tanjong Pinang
- Seri Tanjong
- Pulau Tikus
- Desa Baiduri
- Batu Lanchang
- Belachan Village
- Dodol Village
- Hijau Village
- Makam Village
- Masjid Village
- Masjid Bagan Village
- Rawa Village
- Raya Baharu Village
- Syed Village
- Port Weld
- Jelutong
- Abidin Garden
- Ara Garden
- Air Itam
- Farlim
- West Garden
- Cemerlang Garden
- Cheeseman Garden
- Continental Garden
- Desa Green Garden
- Dhoby Ghaut
- Free School Garden
- Green Lane Garden
- Greenview
- Guan Joo Seng
- Islands Glades
- Jeliemas Garden
- Jelutong Garden
- Jesselton Height
- Kampar Garden
- Kennedy Garden
- Taman Lita
- P. Ramlee Garden
- Penang Garden
- Perak Garden
- Rampas Garden
- Scotland Garden
- Selamat Garden
- Sri Husin Garden
- Windmill Garden
- Minden Heights
- Karpal Singh Drive
- Gelugor
- Sungai Dua
- Sungai Nibong
- Batu Uban

## Galéria

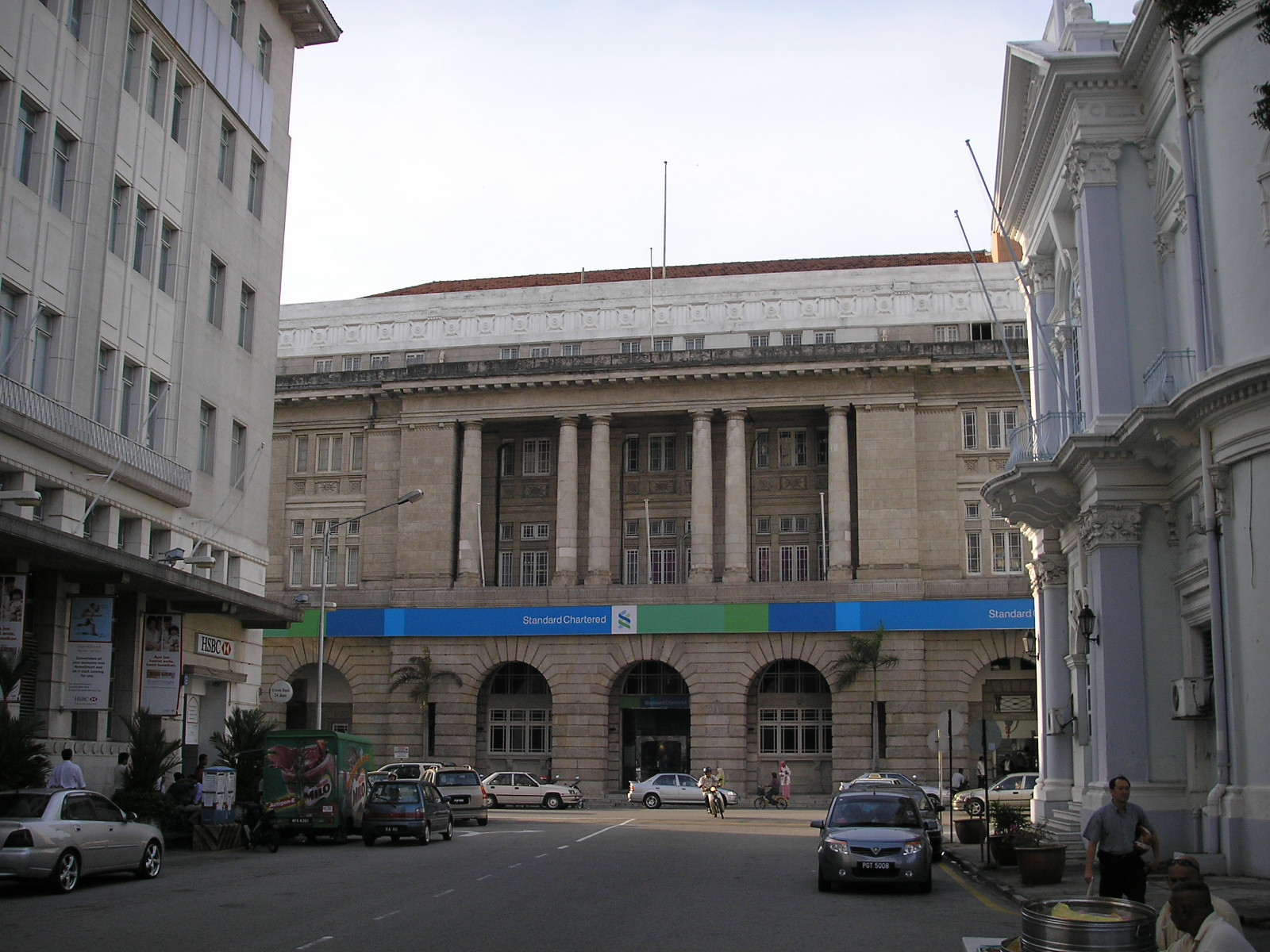
Beach Str. utcakép
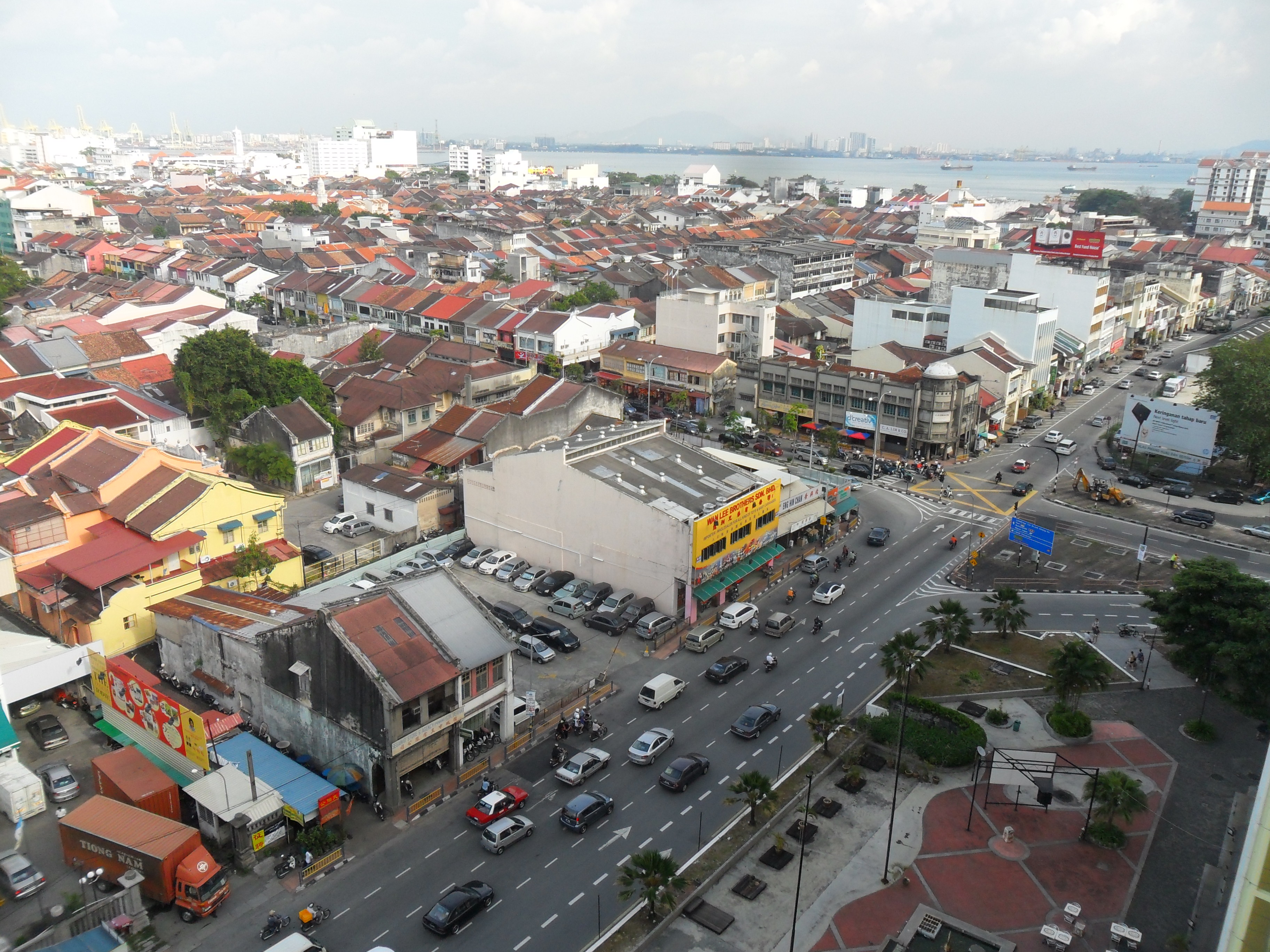
Az óváros egy része
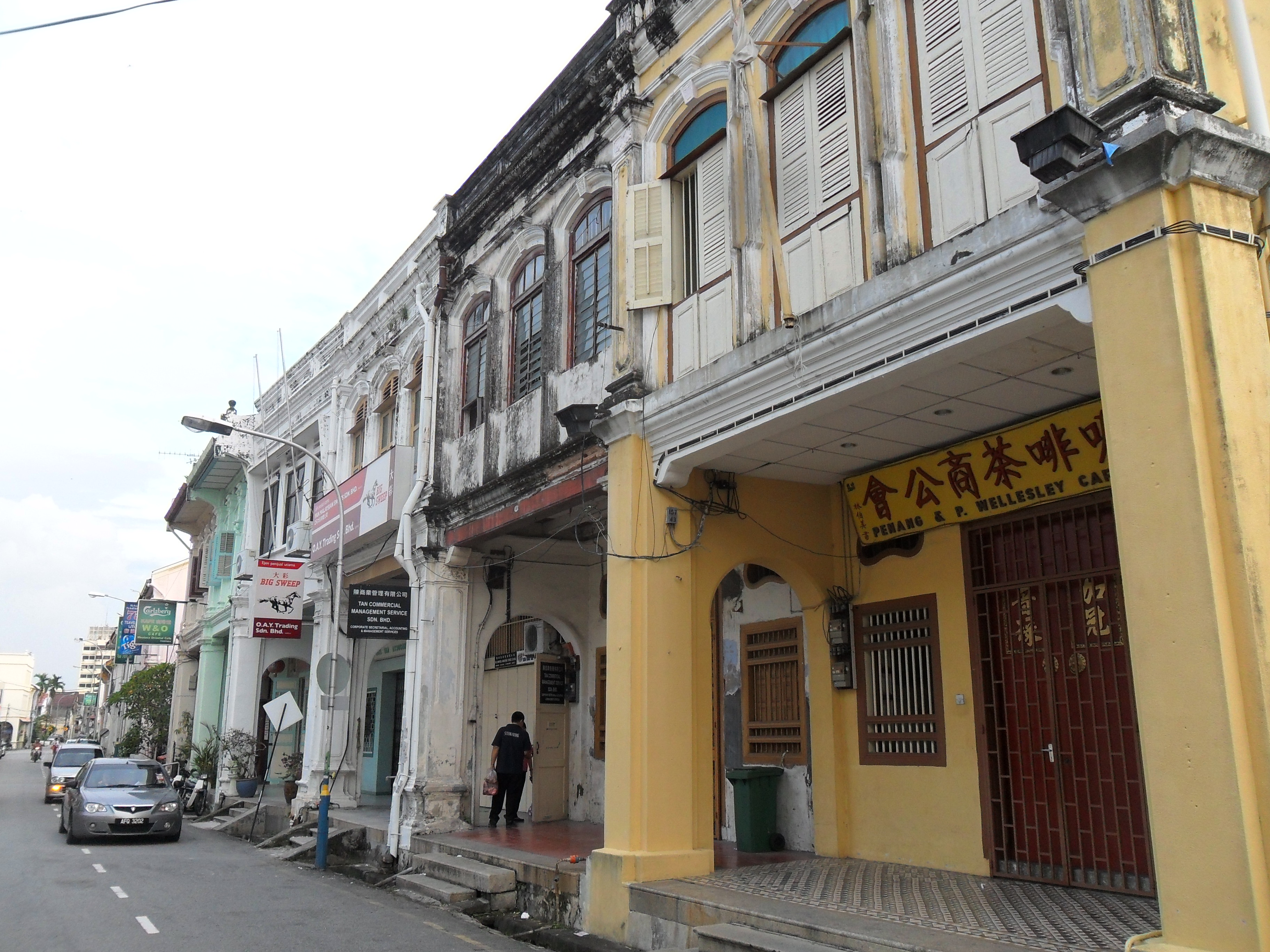
Óvárosi utca
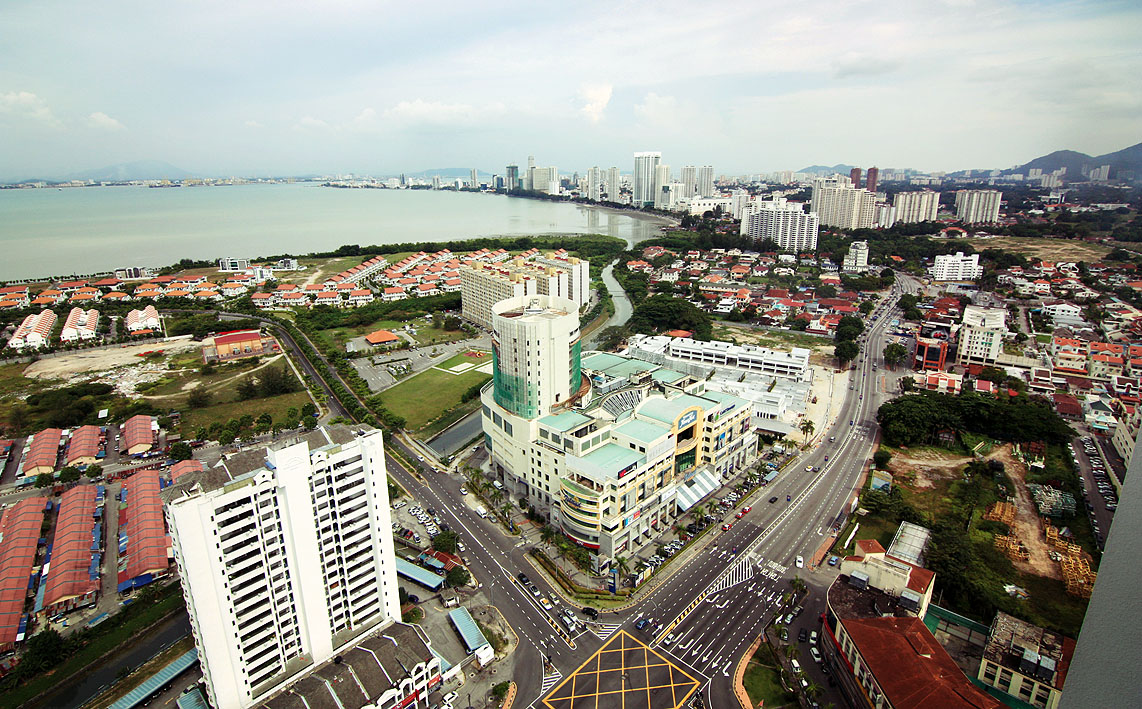
A város egy új része
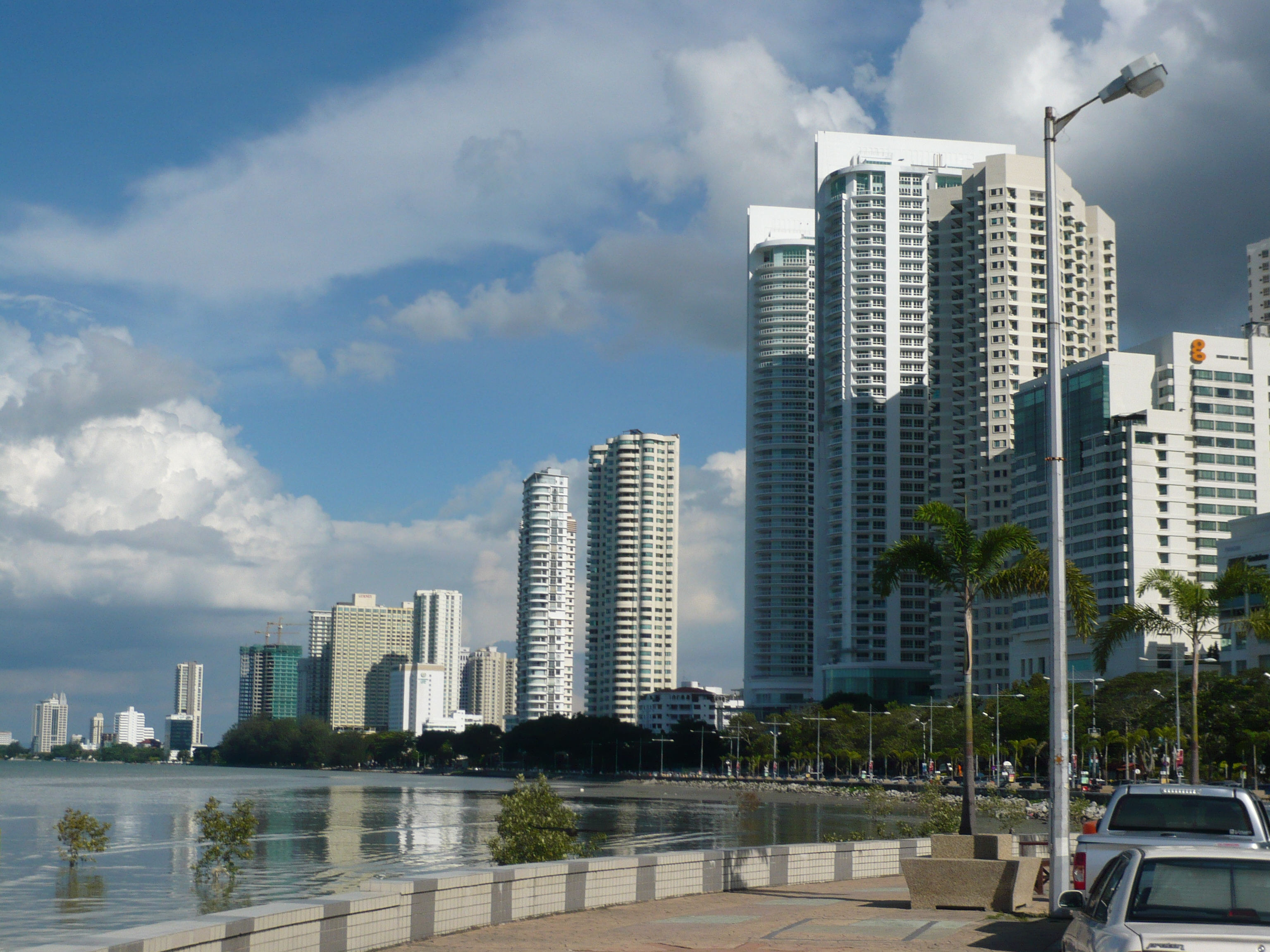
Persiaran Gurney
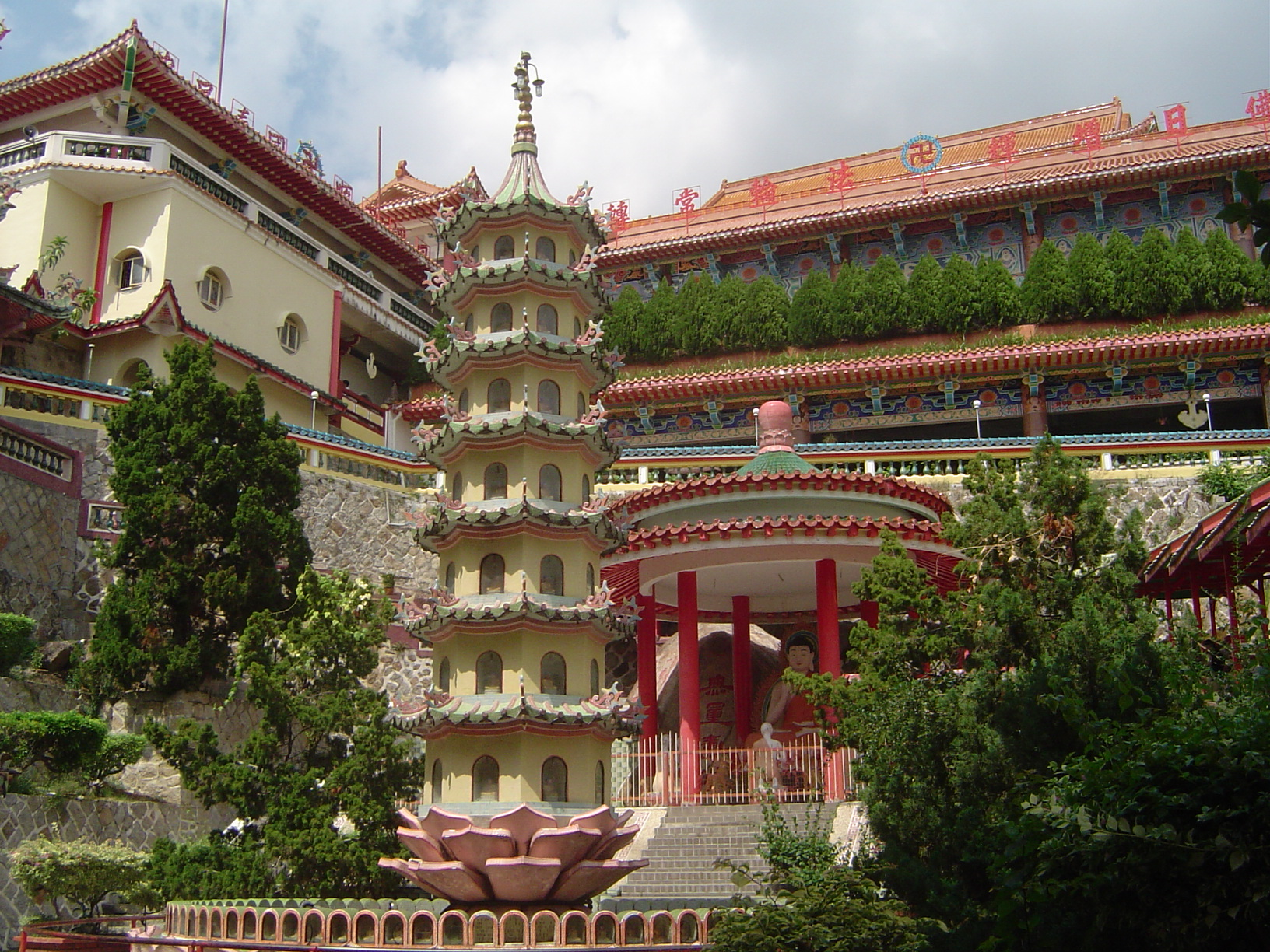
Kek Lok Si templom
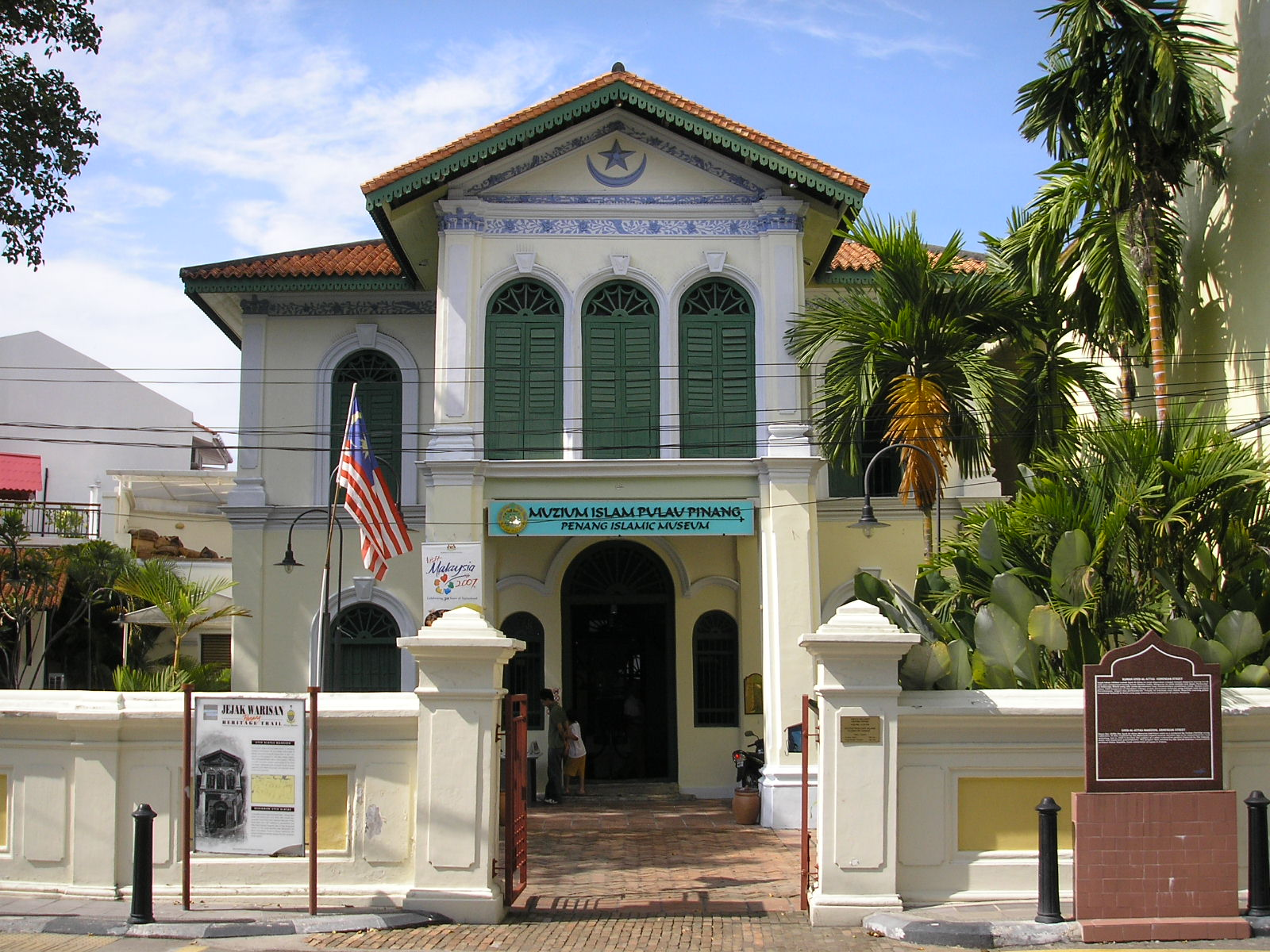
Iszlám Múzeum
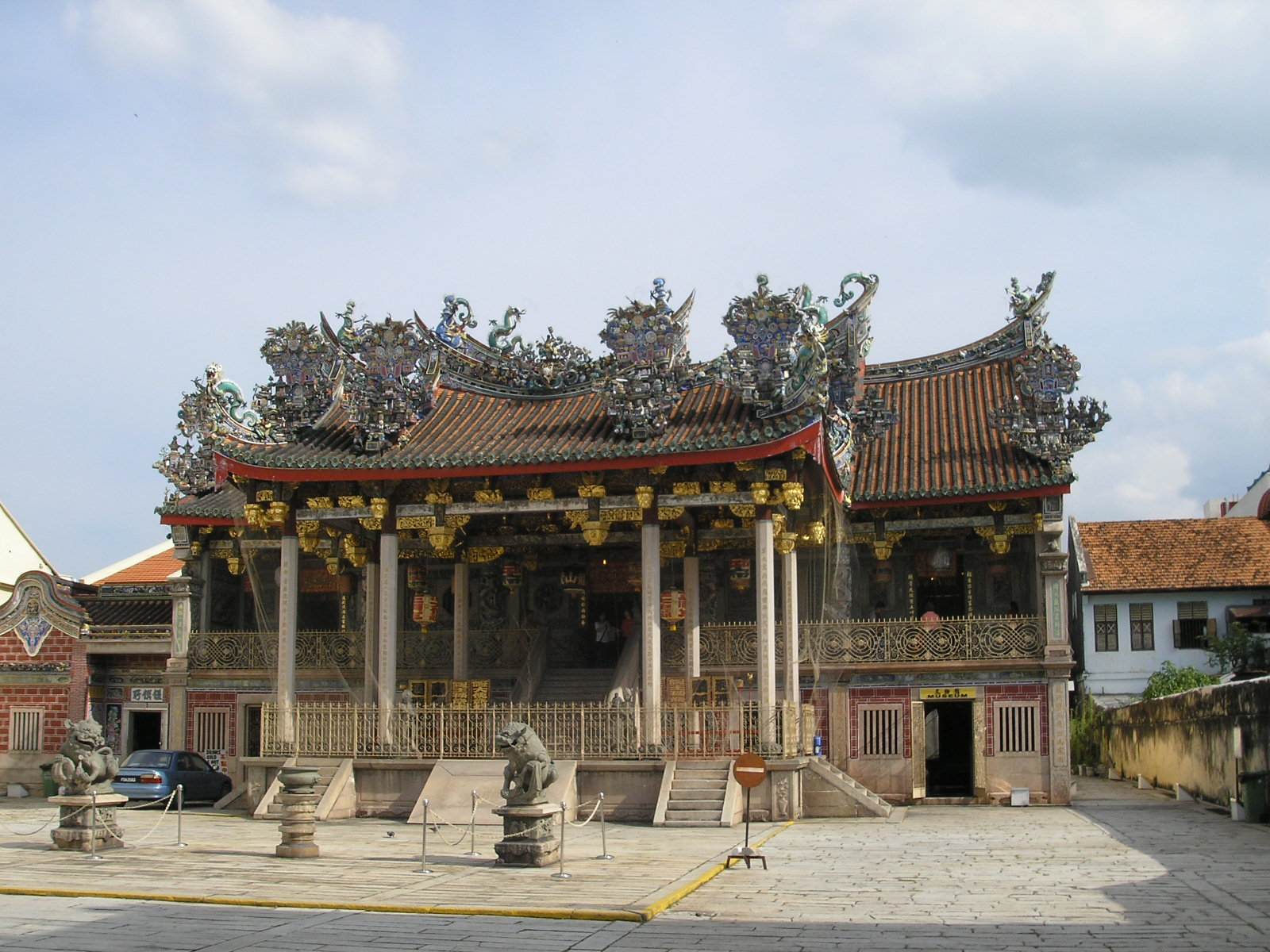
Khoo Kongsi templom
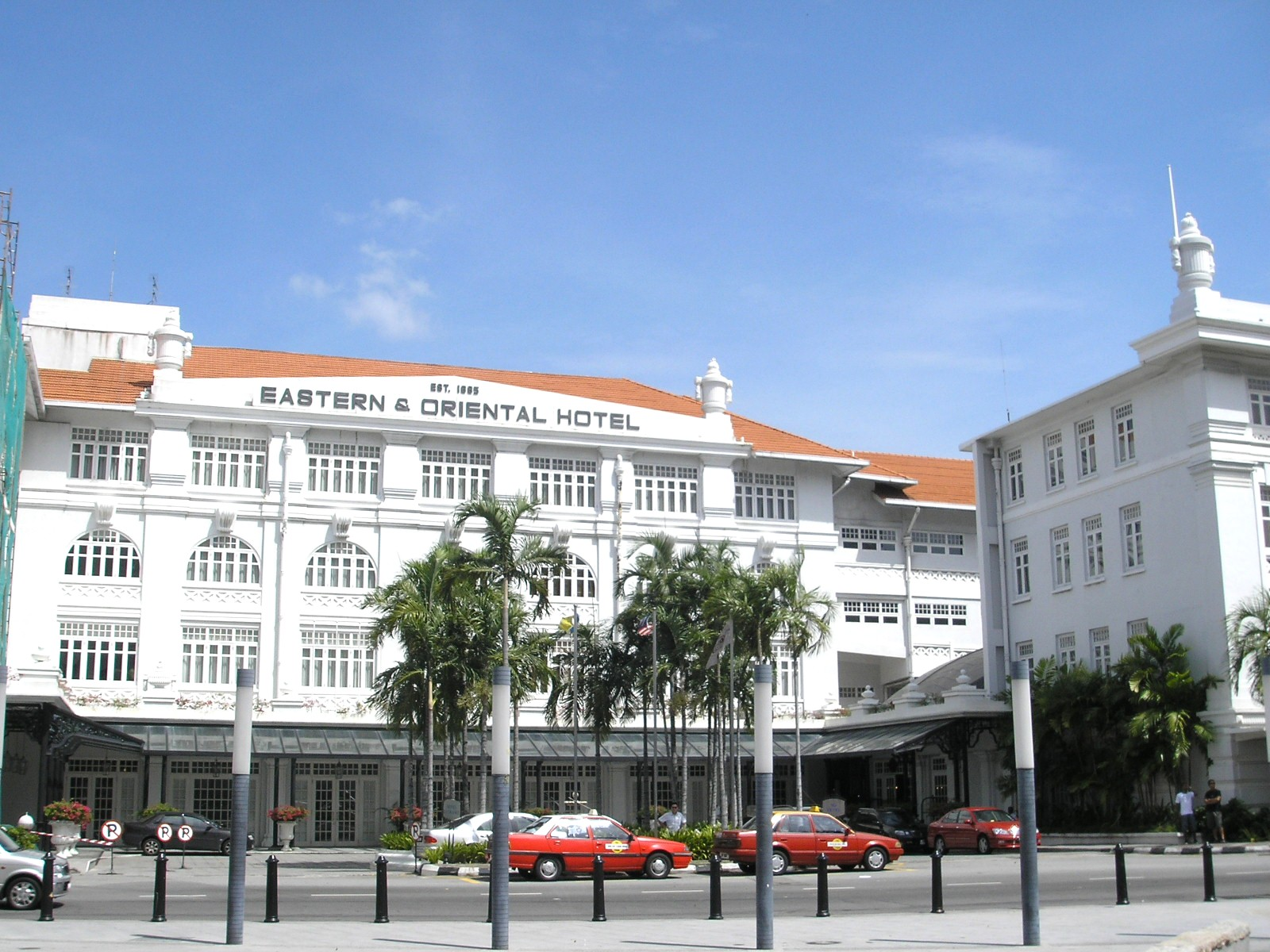
Eastern & Oriental Hotel
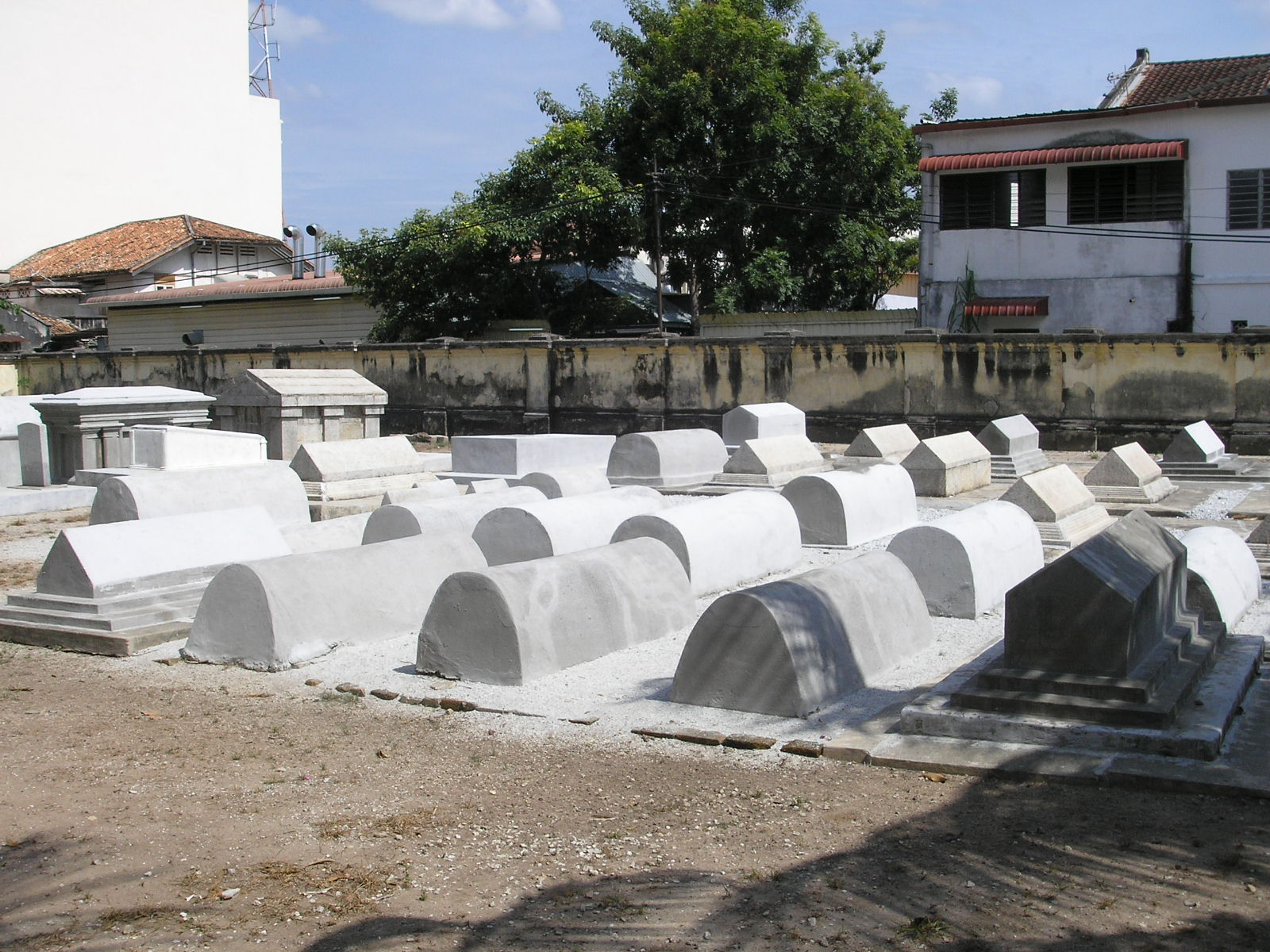
Zsidó temető
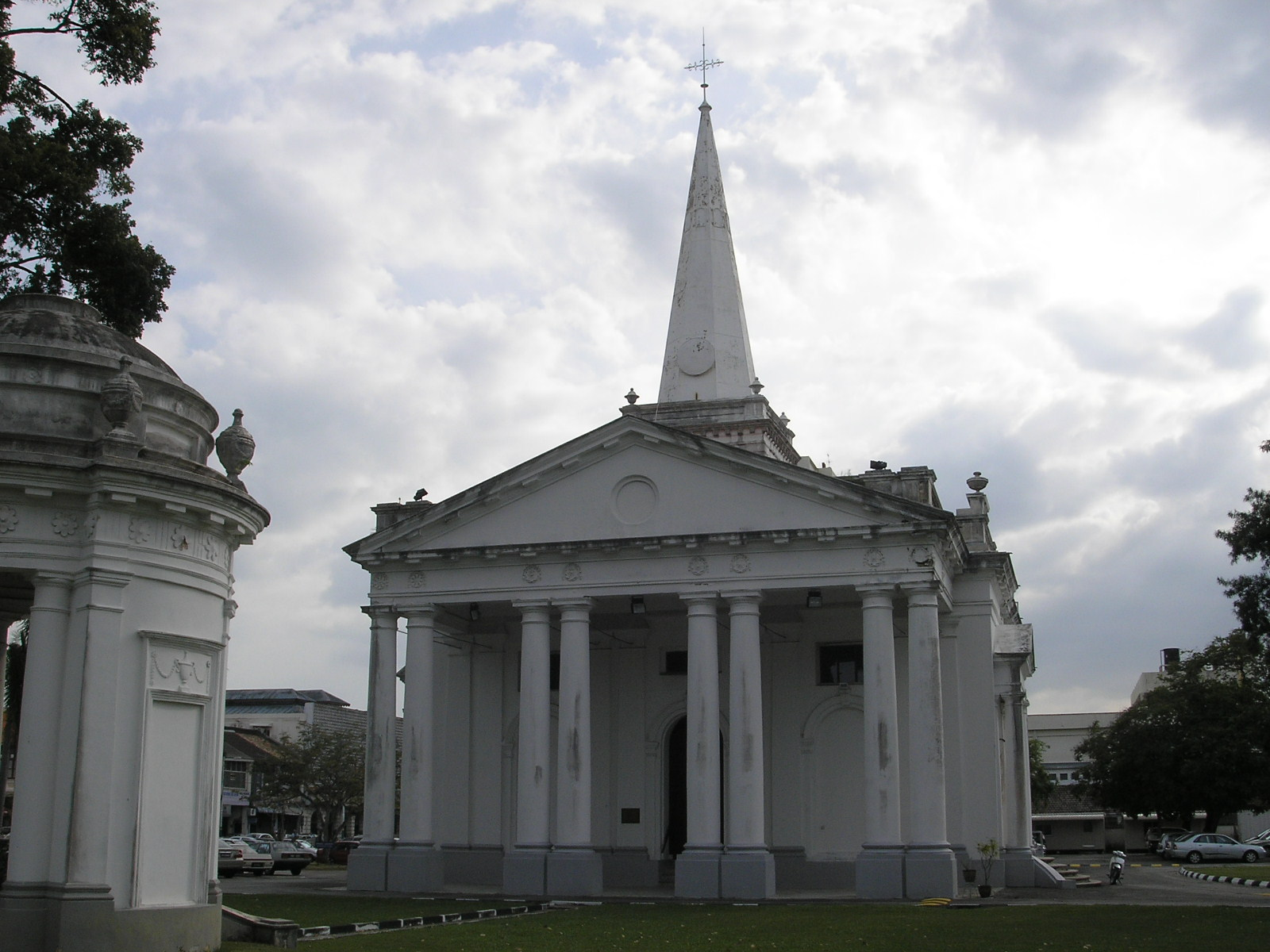
St. George's templom
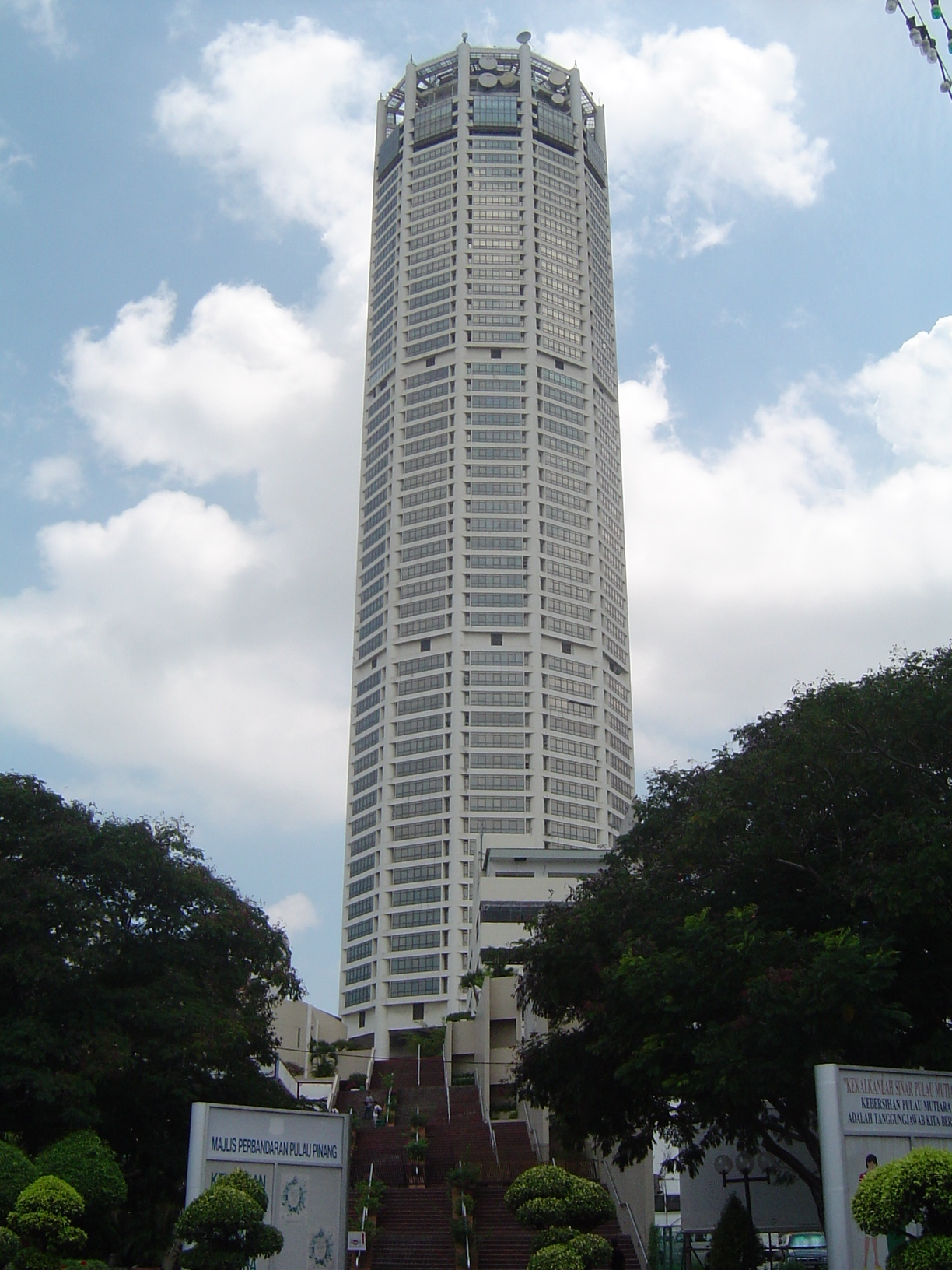
Komtar
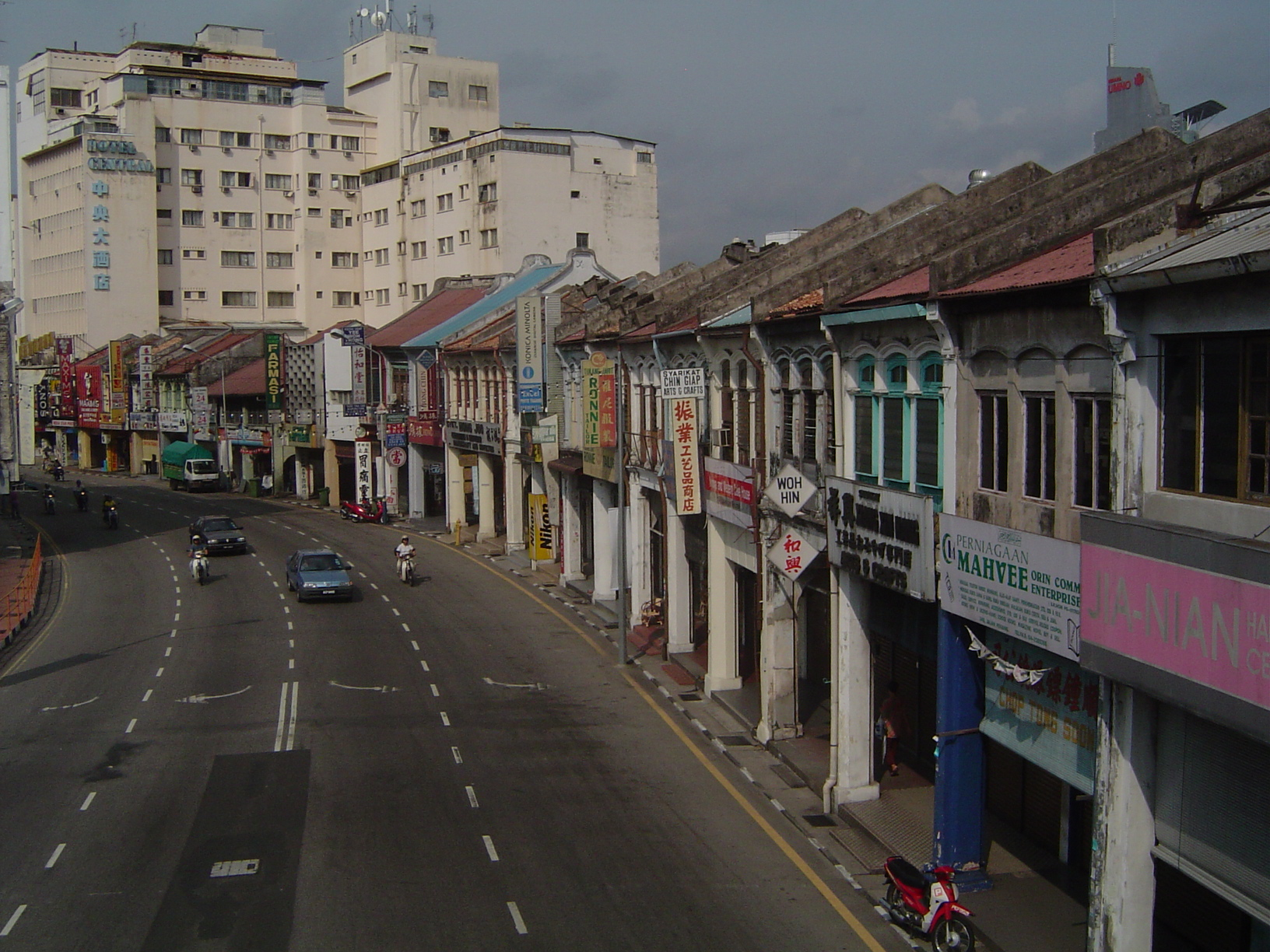
Penang Road
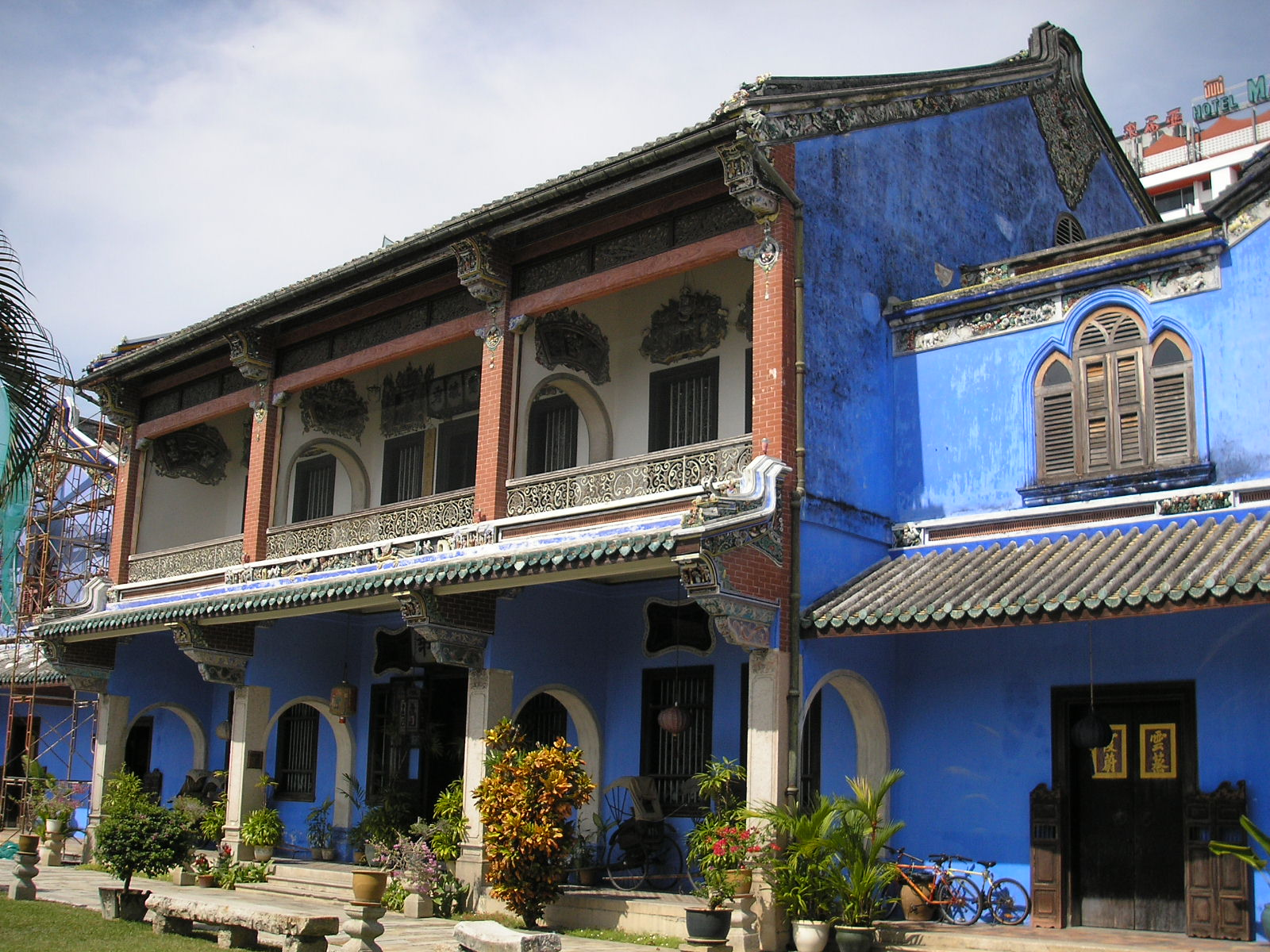
Hagyományos kínai épület
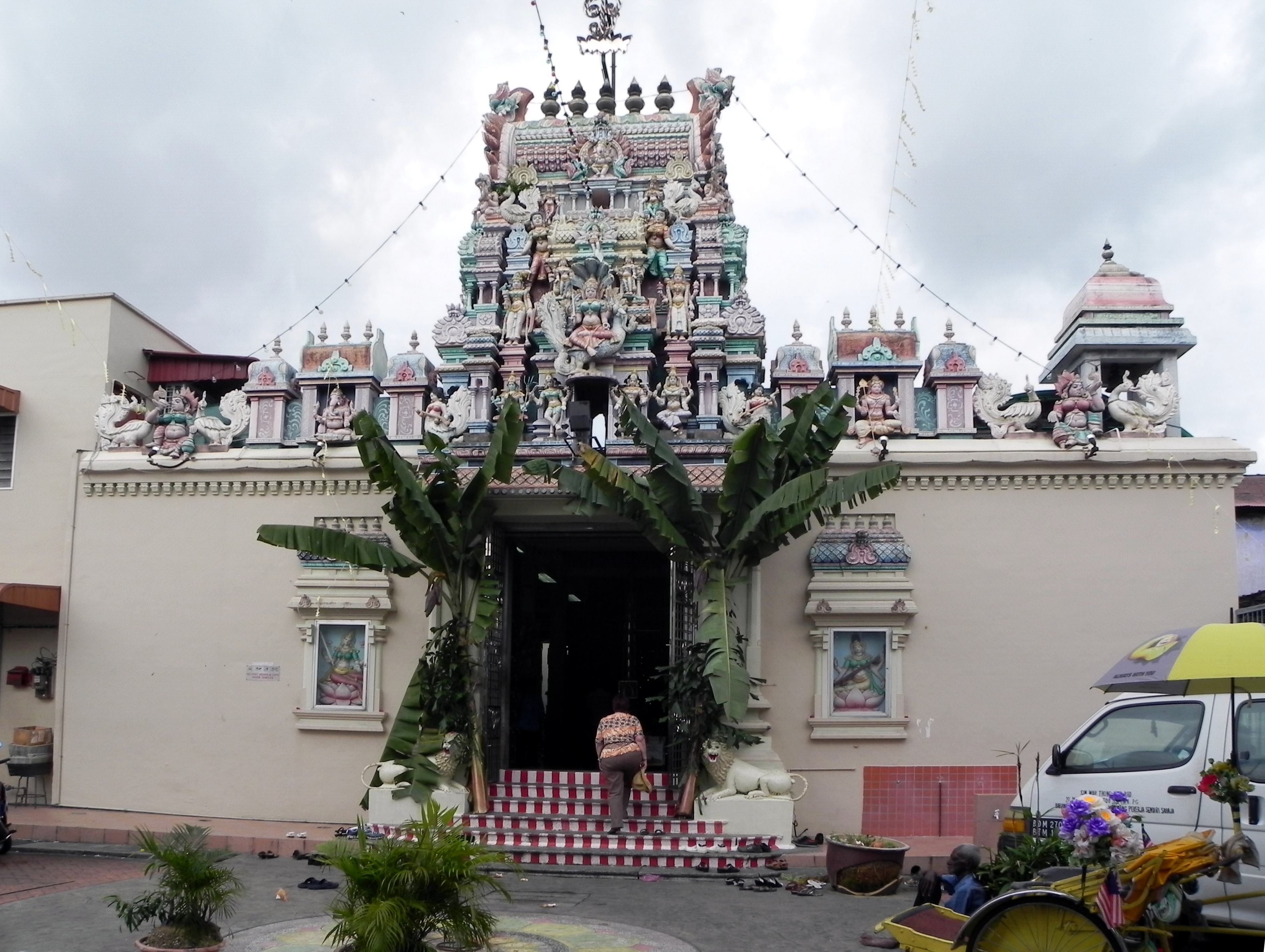
Sri Mahamariamman hindu templom
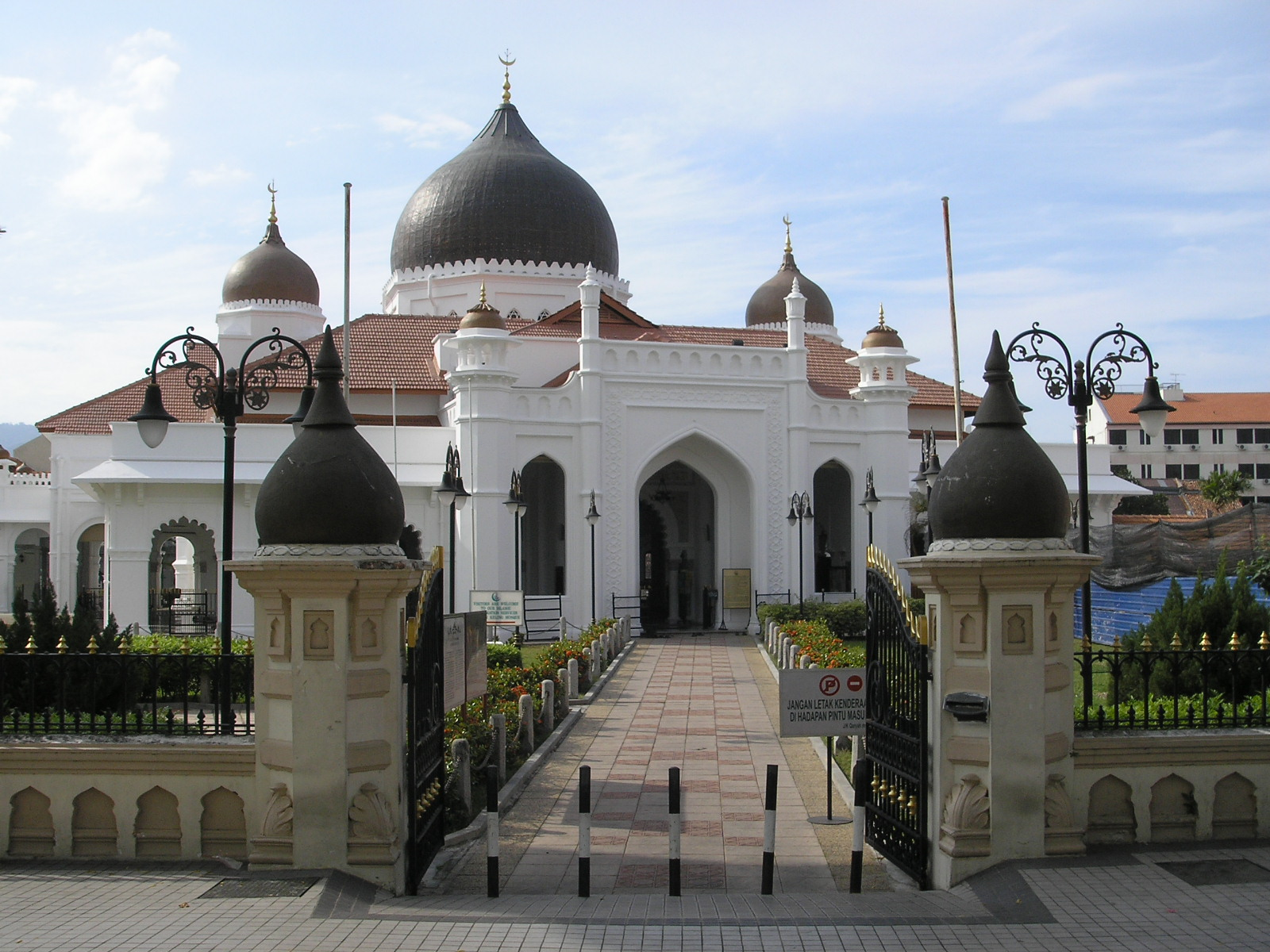
Kapitan Kling mecset
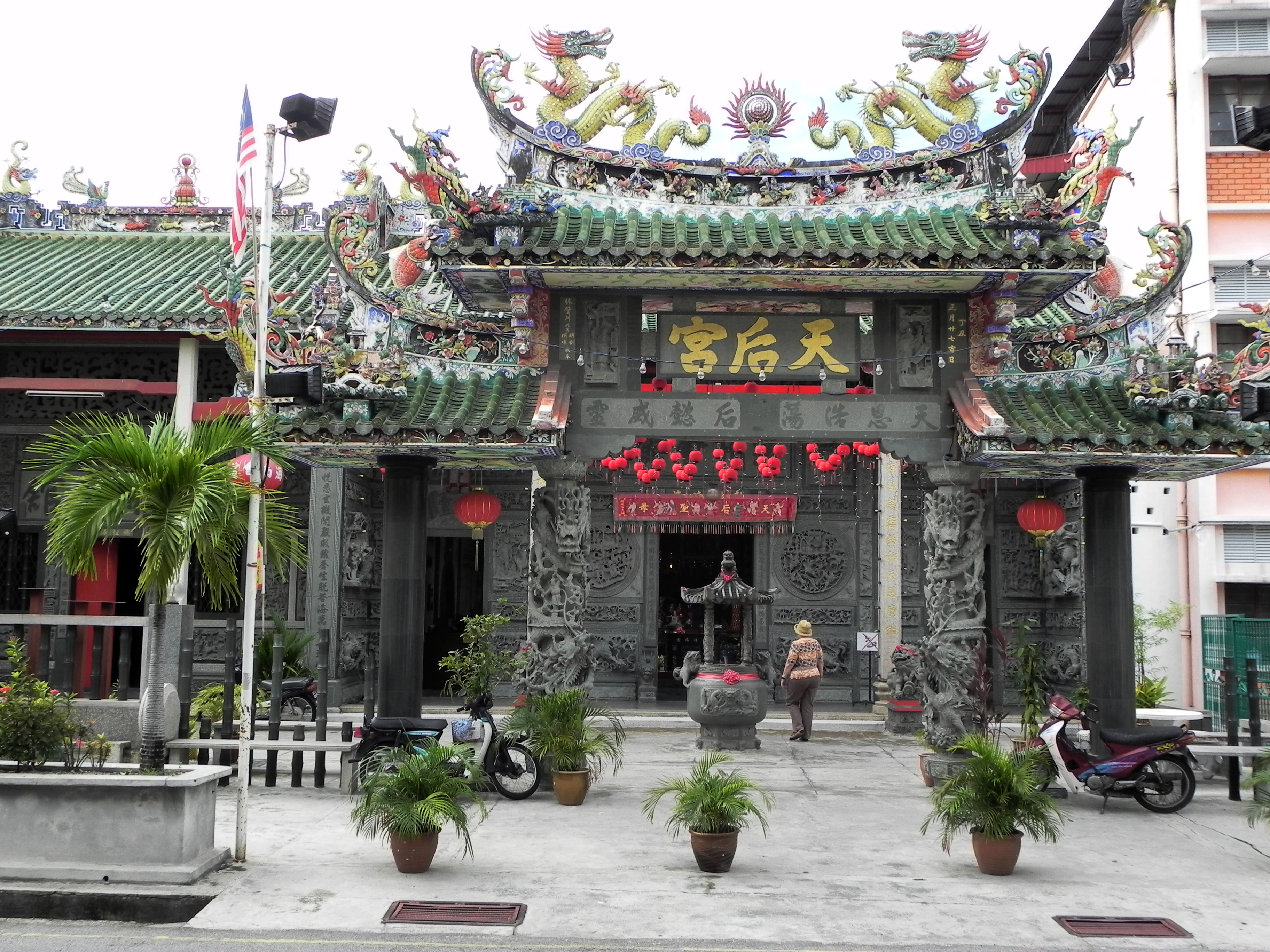
Hainan templom
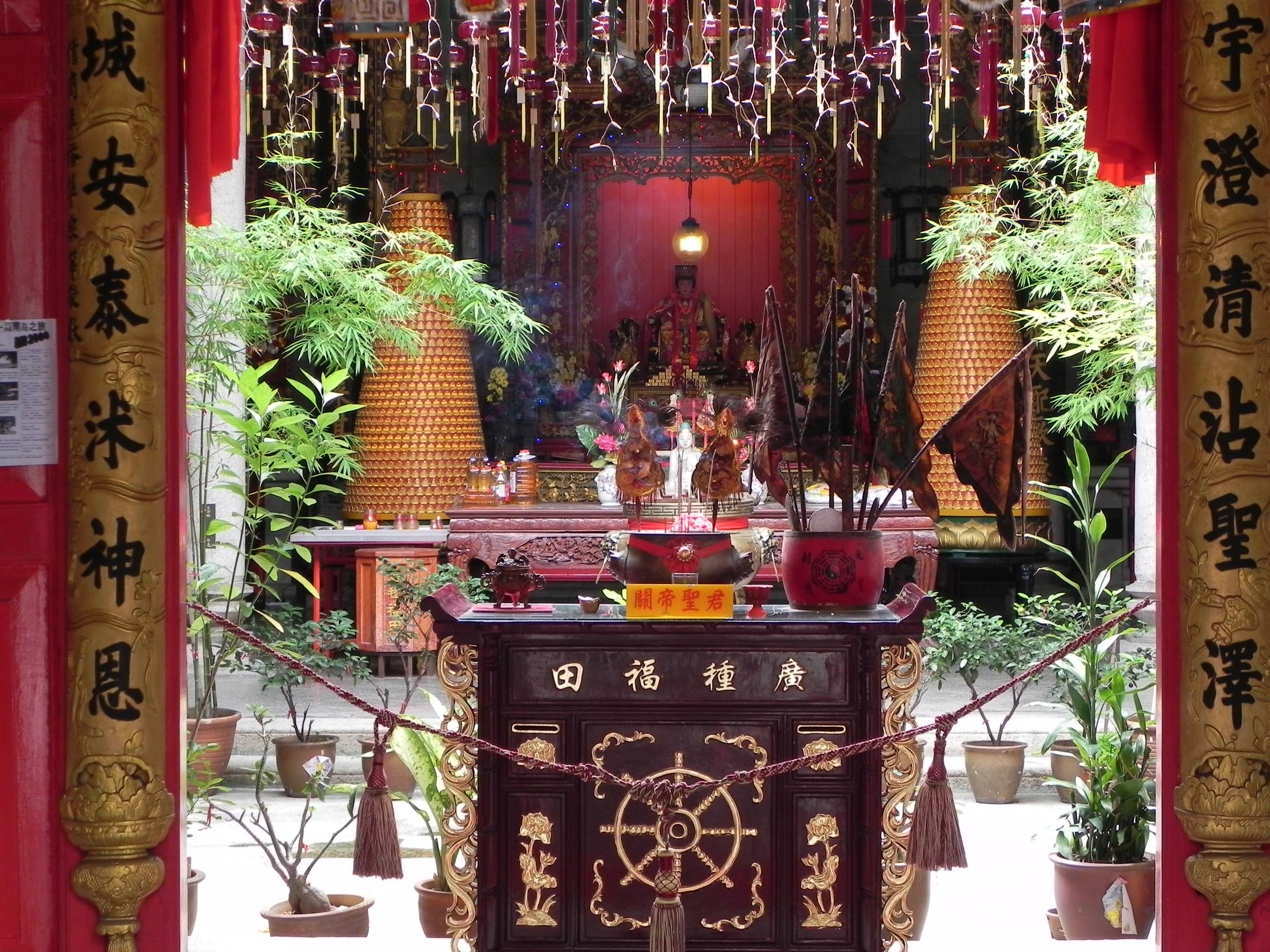
Hainan templom belső része
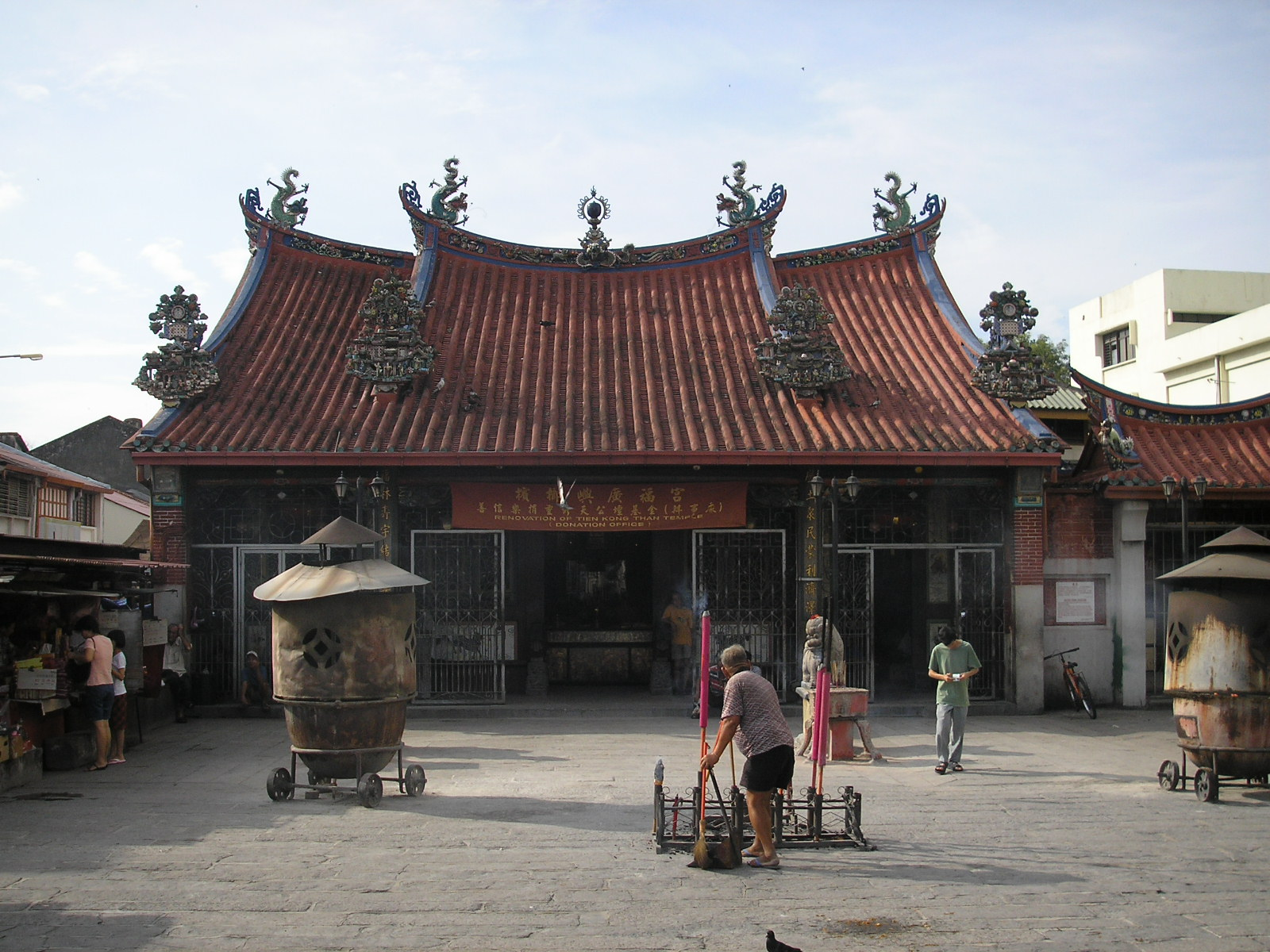
Kon Hock Keong templom
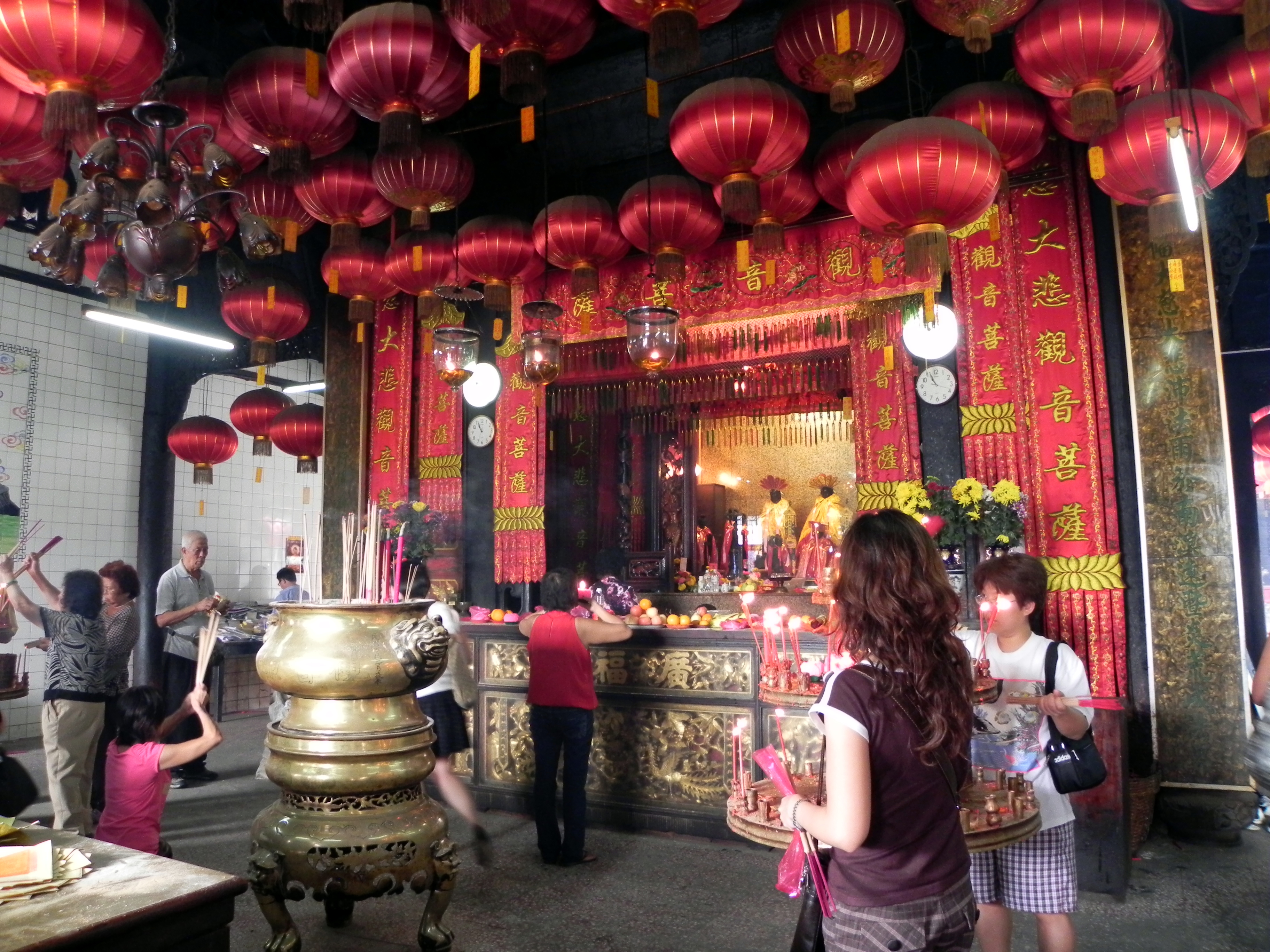
Kon Hock Keong templom belső része
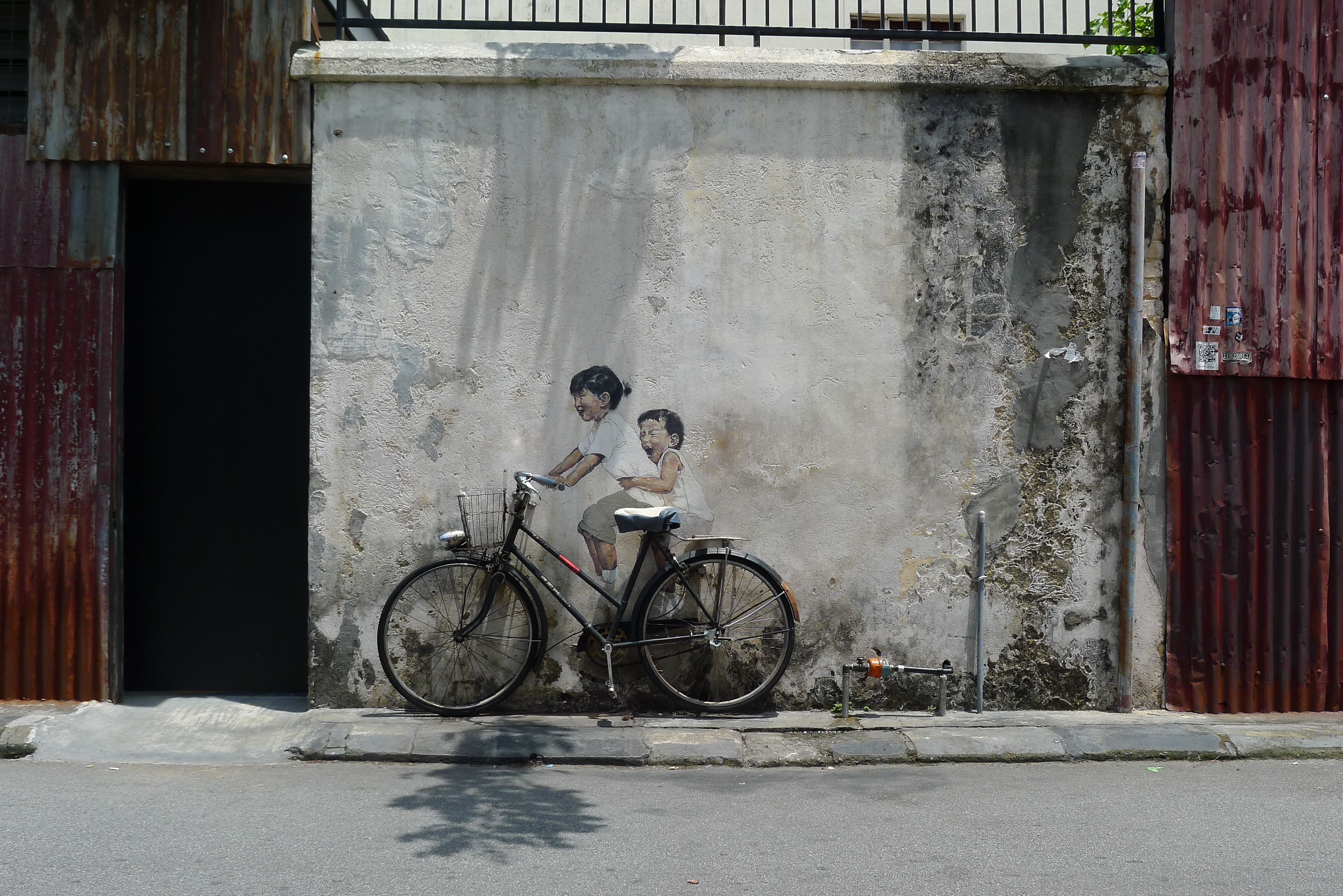
Street art
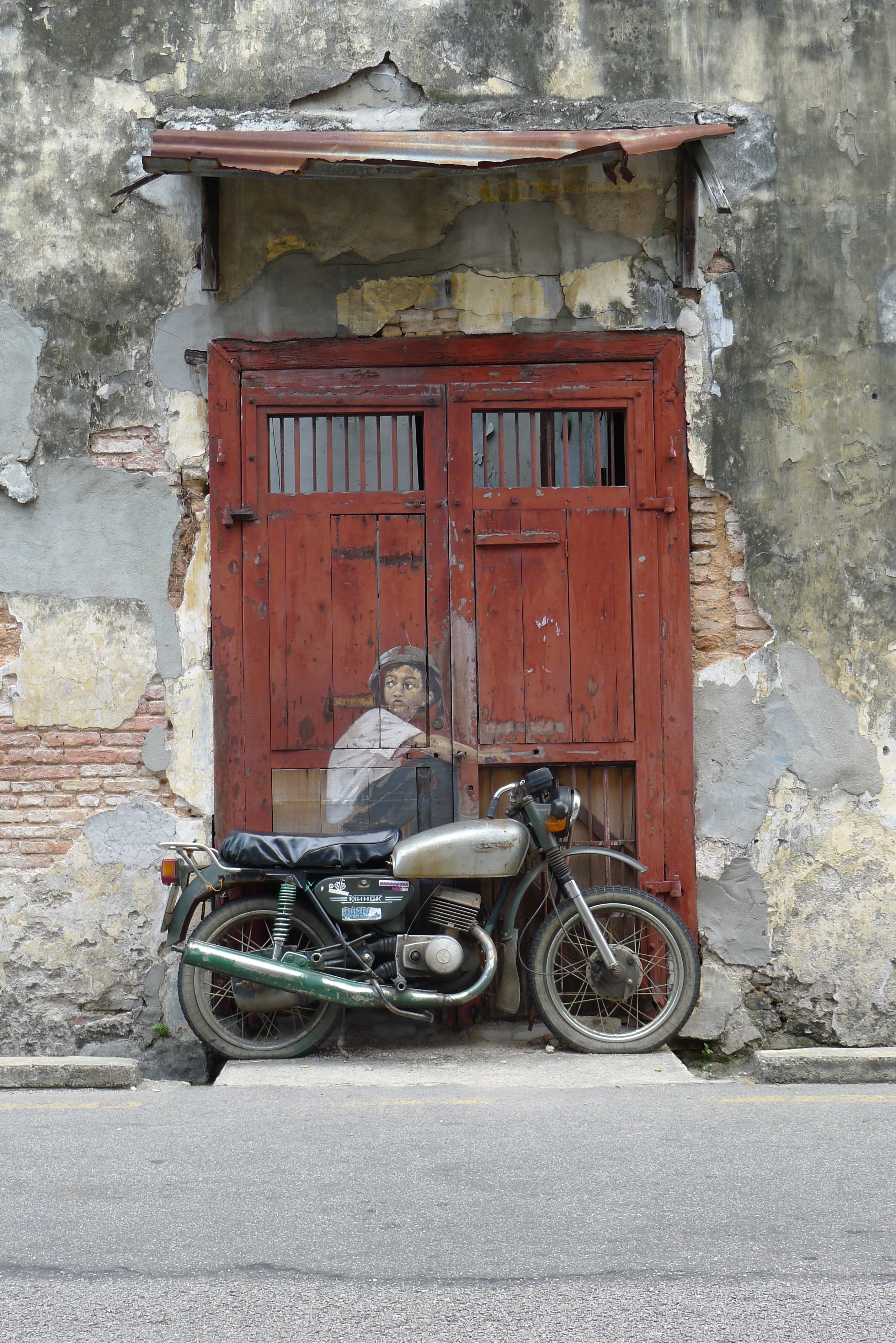
Street art
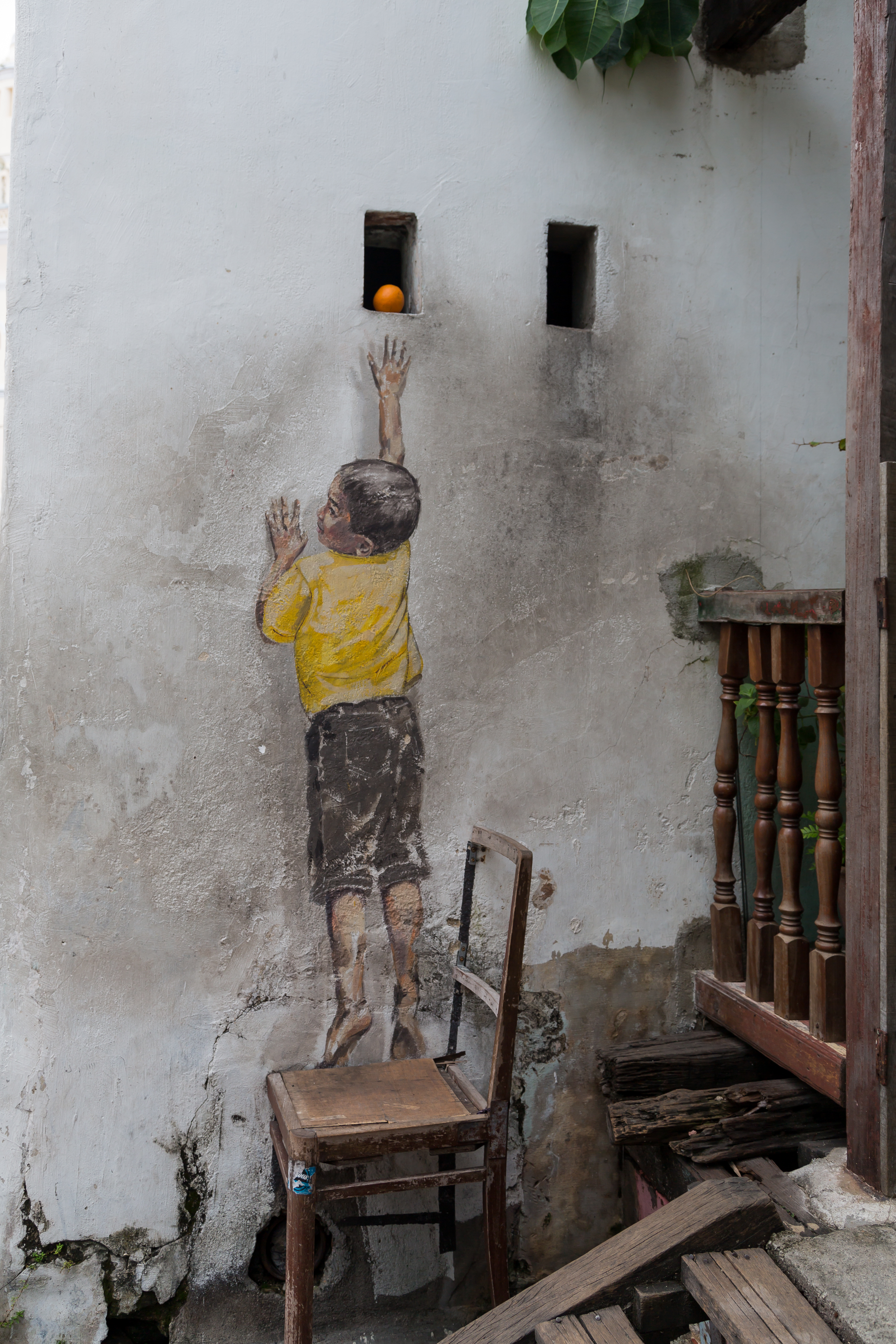
Street art